# Avicephala
Gli avicefali (Avicephala Senter, 2008) sono un ordine di rettili estinti, vissuti esclusivamente nel Permiano e nel Triassico (tra 250 e 210 milioni di anni fa).

## Tra i camaleonti e gli uccelli
Di recente costituzione, questo gruppo di rettili è composto da pochi generi insolitamente diversificati, tutti comunque dall'aspetto insolito. Molte specie possedevano strane zampe adatte ad afferrare, simili a quelle dei camaleonti, e addirittura code prensili. Si pensa che questi animali fossero adattati a uno stile di vita arboreo, o forse semiacquatico. Il nome Avicephala significa "teste da uccello", in quanto i crani di questi rettili avevano una particolare forma triangolare, che per qualche verso ricordava quella degli uccelli. Sembra che alcune forme fossero addirittura sprovviste di denti. Questa somiglianza ha portato alcuni studiosi a ritenere che alcuni avicefali, come il bizzarro Longisquama, potessero essere i veri antenati degli uccelli. Gran parte dei paleontologi, tuttavia, ritiene che questo sia un semplice fenomeno di convergenza evolutiva. La medesima somiglianza potrebbe aver condotto a classificare l'enigmatico fossile Protoavis come "il primo uccello". In realtà i fossili frammentari attribuiti a questo animale potrebbero essere una chimera, ovvero un insieme di ossa appartenenti a specie diverse, tra cui un avicefalo (Renesto, 2000).

## Strane strutture
Gli avicefali possedevano una varietà di strane caratteristiche distintive, oltre ai loro crani da uccello. Alcuni mostravano appendici dermiche di forma unica, come le strutture dorsali simili a penne di Longisquama, e le ossa sporgenti simili a costole di Coelurosauravus, le quali reggevano una membrana e potrebbero essere state usate per planare da un albero all'altro.

### "Gobba" e dita opponibili
Un altro gruppo di avicefali, i drepanosauri o simiosauri, mostravano una serie di bizzarre caratteristiche scheletriche che ricordano i camaleonti. Al di sopra delle scapole, molte specie possedevano una sorta di "gobba" formata dalla fusione di alcune vertebre, forse usata per l'inserzione di potenti muscoli del collo e per movimenti improvvisi in avanti della testa (forse per catturare insetti). Molti avicefali possedevano "mani" specializzate, con due dita opponibili alle altre tre, un adattamento per afferrare i rami. Alcuni individui di Megalancosaurus avevano un dito opponibile su ogni piede, in un modo molto simile a quello dei primati. Forse questa struttura era posseduta solo dai maschi o solo dalle femmine, ed era usata durante l'accoppiamento per afferrare il partner.

### Code da scorpione
Molte specie avevano una larga coda prensile, a volte terminante in uno strano uncino che la faceva assomigliare a una coda di scorpione, probabilmente usato per arrampicarsi. Queste code, alte e piatte come quelle dei tritoni e dei coccodrilli, hanno indotto alcuni ricercatori a ipotizzare un habitat acquatico e non arboreo per questi animali. Le opinioni al riguardo sono controverse, e un buon esempio è costituito da Hypuronector, un animale interpretato come arboricolo da alcuni studiosi, e come acquatico da altri. La coda di questo genere, in effetti, era estremamente profonda e piatta, non prensile, molto simile a una "pinna".

## Fossili italiani
Molti tra i reperti più interessanti di questo gruppo, e anche tra i primi ad essere scoperti, sono stati rinvenuti in Italia: i generi ben conosciuti Megalancosaurus, Drepanosaurus e Vallesaurus provengono da Lombardia e Veneto.

## Tassonomia

### Storia tassonomica
È stato difficile ricostruire la filogenia dei vari gruppi di avicefali; alcuni di questi enigmatici rettili, i drepanosauridi e Longisquama, sono stati assegnati in un primo momento ai prolacertiformi (Renesto, 1994). Senter (2004) ha comunque classificato queste forme come stretti parenti dei celurosauravidi: è nato così il termine Avicephala, come sister taxon dei Neodiapsida (il gruppo che include tutti i moderni rettili diapsidi e i loro parenti estinti).
Tra gli avicefali, Senter ha creato il gruppo dei simiosauri (Simiosauria, "lucertole scimmia"), per quelle forme arboricole molto specializzate. Hypuronector e Vallesaurus vengono considerati primitivi parenti di questo clade.

### Classificazione
Classe Reptilia
- Sottoclasse Diapsida
  - Famiglia Longisquamidae
    - Longisquama

  - Famiglia Coelurosauravidae
    - Rautiania
    - Coelurosauravus

  - Famiglia Drepanosauridae
    - Vallesaurus
    - Hypuronector
    - Drepanosaurus
    - Dolabrosaurus
    - Megalancosaurus

### Filogenia
Cladogramma modificato da Senter, 2004 .
```
Avicephala
 |?- 
Longisquama

 |--Coelurosauravidae
 |    |--
Rautiania

 |    `--
Coelurosauravus

 `--Simiosauria
      |--
Vallesaurus

      `--+--
Hypuronector

          `--Drepanosauridae
               |?-Unnamed sp. (GR 1113) (Harris & Downs, 2002)
               |--
Drepanosaurus

               `--+--
Dolabrosaurus

                  `--
Megalancosaurus
```